# Emlékpont

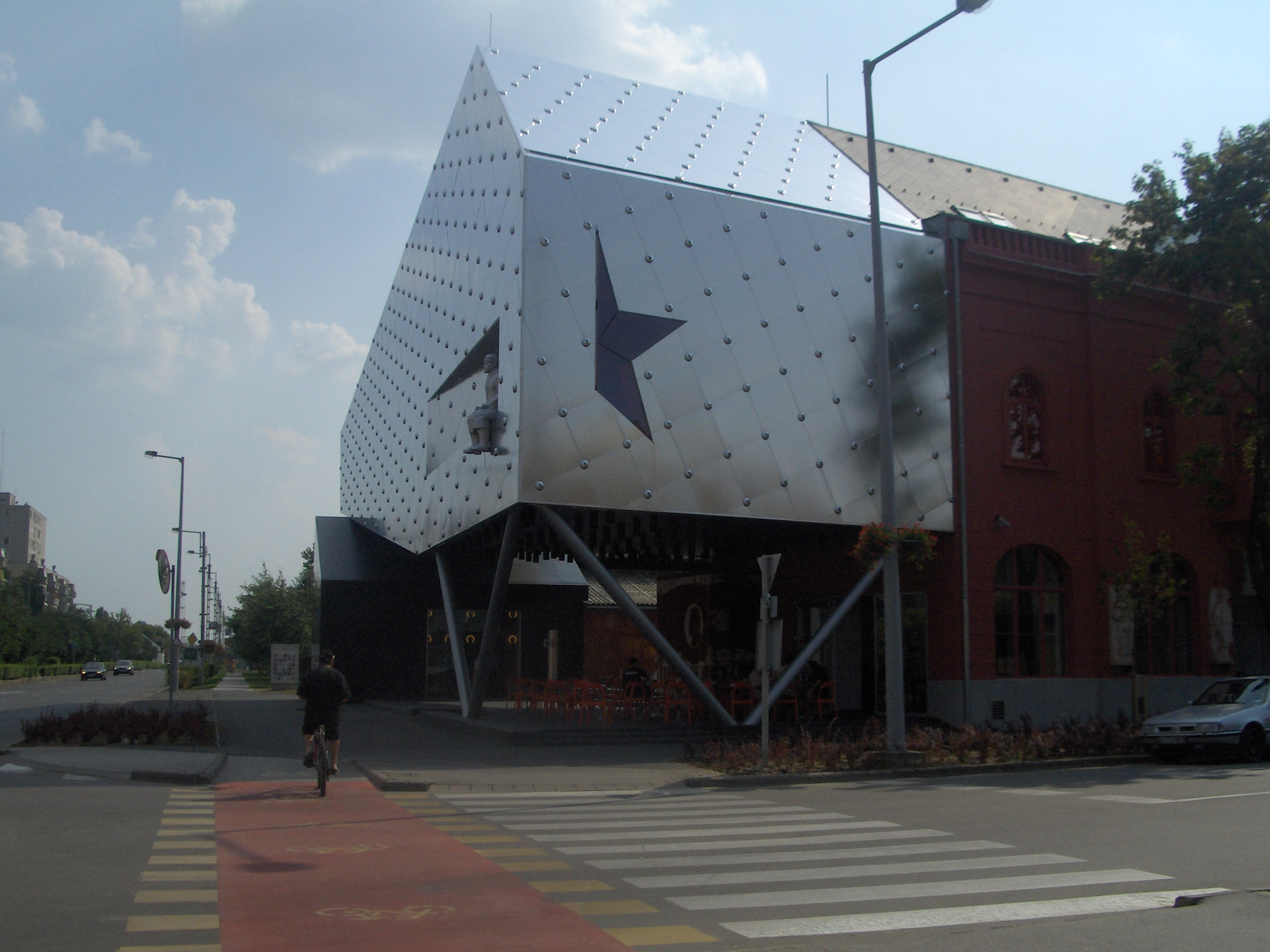

Az Emlékpont múzeum Hódmezővásárhelyen, amely a város 1945 és 1990 közötti korszakát mutatja be.

## Az épület története
Az épület építtetője és tulajdonosa ifj. Hajdú Bálint volt. Az Andrássy úti emeletes épületet 1924-ben építtették. A 140 öl nagyságú 5179 sz. beltelket 1923. október 22-én vásárolta meg fele-fele részben feleségével, Majsay Juliannával. Az emeletes épületben 12 szoba volt, a földszinten pedig üzletek voltak. A Sztálin u. 34. szám alatti lakóházat az 1952./4. sz. tvr. alapján államosították. 1952-től az Állami Gazdaságok Országos Trösztje bérelte 1963-ig, majd egy évig a Hódmezővásárhelyi Városi Tanács művelődési osztályának kezelésébe került. 1964-től a Hódmezővásárhelyi Városi Tanács VB. elnökének 593-5/1964. sz. határozatával az ingatlan kezelője a Csongrád megyei Tanács VB. kereskedelmi osztálya lett, egészen 1974-ig. Kiürítéséig iskolaként, oktatási célokra használták.

## A múzeumról
A múzeum alapvető feladata az 1945 és 1990 közötti időszak részletes bemutatása. Bemutatja, kik és hogyan élték meg ezt a közel fél évszázadot Hódmezővásárhelyen és környékén. 2005-ben meghirdetett felhívásra rengeteg anyag gyűlt össze erről a időszakról.  Magyarország első EMLÉKPONT-ja állandó kiállítás keretében, a legkorszerűbb kiállítási technológiákkal és múzeumpedagógiai lehetőségekkel élve teszi tapinthatóvá és mindenki számára is felfoghatóvá azokat a történelmi folyamatokat, amelyek Hódmezővásárhelyt és lakóit érték az elmúlt ötven esztendőben. Az összes anyag összegyűltével és az épület műszaki átadásával 2006 júliusában megnyílt a hódmezővásárhelyi Emlékpont múzeum. A megnyitón többek közt megjelent Schmidt Mária, a Terror Háza Múzeum főigazgatója is.

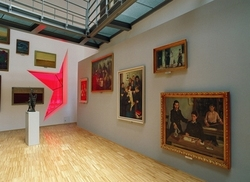
Részlet a kiállításból

## Állandó kiállítás
Az Emlékpont elsőként Magyarországon – és talán Európában is –egy város történetén keresztül tárja a látogatók elé, hogy mit jelentett az itt élők számára a kommunista diktatúra időszaka. A kiállítás mintegy bejárható filmként mutatja be a szocialista kísérlet korszakát: a kor szemtanúival készített közel kétszáz beszélgetésen, ők maguk mondják el, hogy hogyan változott meg életük, hogyan forgatta ki sorsukat gyökerestül az államhatalom. A vásárhelyi emberek a legszemélyesebb emlékeiket is megosztják, a legszomorúbbakat, de a vidámakat is. A történetek nem csak feketék vagy fehérek; a hétköznapok szürkeségén át mindig megcsillan a benne élők életöröme, életakarása. Felidézik ugyanakkor azokat a történeteket is, amelyekről évtizedekig nem beszélhettek, és azok sorsát is, akikről nem volt szabad megemlékezni.
Történészi koncepcióért Dr. Schmidt Mária, a Terror Háza Múzeum főigazgatója felelt,az építészetért, designért: F. Kovács Attila,a berendezésért: Makai László,a zenét: Kovács Ákos szerezte.

## Légi felvételek

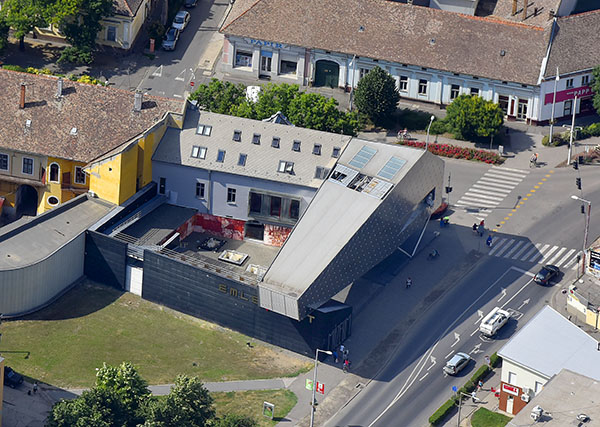
Az Emlékpont múzeum légi felvételen
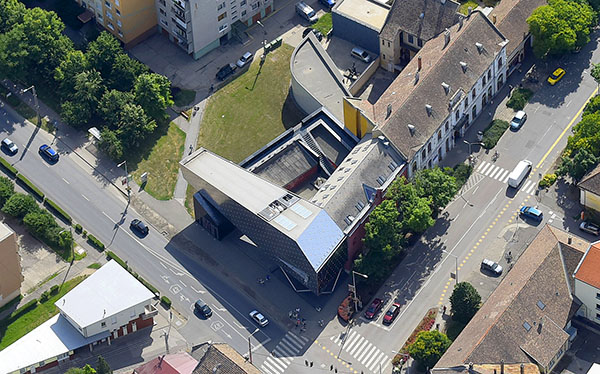
Az Emlékpont múzeum légi fotón